# Magasin du Nord Fonden
Magasin du Nord Fonden er en familiefond, der bestyres af efterkommerne af Emil Vett, der sammen med Theodor Wessel grundlagde stormagasinkæden Magasin du Nord.
Fonden støtter aktiviteter i relation til Magasin. Fonden har blandt andet indstiftet prisen Dansk Design Talent og driver Magasin du Nord Museum. Tidligere ansatte med høj anciennitet samt stormagasinets seniorklubber kan søge økonomisk støtte fra fonden.
Bestyrelsen består i dag af Ditlev Wedell-Wedellsborg, Nina Wedell-Wedellsborg og Christian E. Kampmann, der alle er tipopldebørn af Emil Vett. 

## Historie
Fonden er en sammenslutning af to fonde oprettet af de to grundlæggere, hhv. Wm. Vetts Fond, stiftet i 1947, og Magasin du Nord's Fond, stiftet i 1951. Ved Magasins børsnotering i 1954 blev der indført to aktieklasser, således at familien kunne bevare kontrollen over selskabet uden at eje flertallet af aktierne. I 1990'erne var Magasin i økonomiske vanskeligheder efter en årrække med underskud. Magasin havde overtaget stormagasinet Illum og dermed også en stor kredit i Jyske Bank. Banken kom således efterhånden til at eje 40% af Magasin. Familien mistede sin bestemmende indflydelse over selskabet men indgik dog en “fredspagt” med banken, så de to kontrollerede selskabet i fællesskab. Freden holdt indtil 2004, hvor banken trak sig, og Magasin blev solgt til et islandsk køberkonsortium med selskabet Baugur Group i spidsen. Fonden har ikke siden ejet aktier i stormagasinet, men i en periode herefter var den dog medejer af ejendommen, der huser Magasins afdeling på Kongens Nytorv.